# Lotto (brano musicale)
Lotto è un singolo del gruppo musicale sudcoreano EXO, pubblicato il 18 agosto 2016 come estrato della riedizione del terzo album in studio, Lotto.

## Classifiche
| Classifica (2013) | Posizione massima |
| ----------------- | ----------------- |
| Corea del Sud     | 2                 |